# Cleopas Dlamini

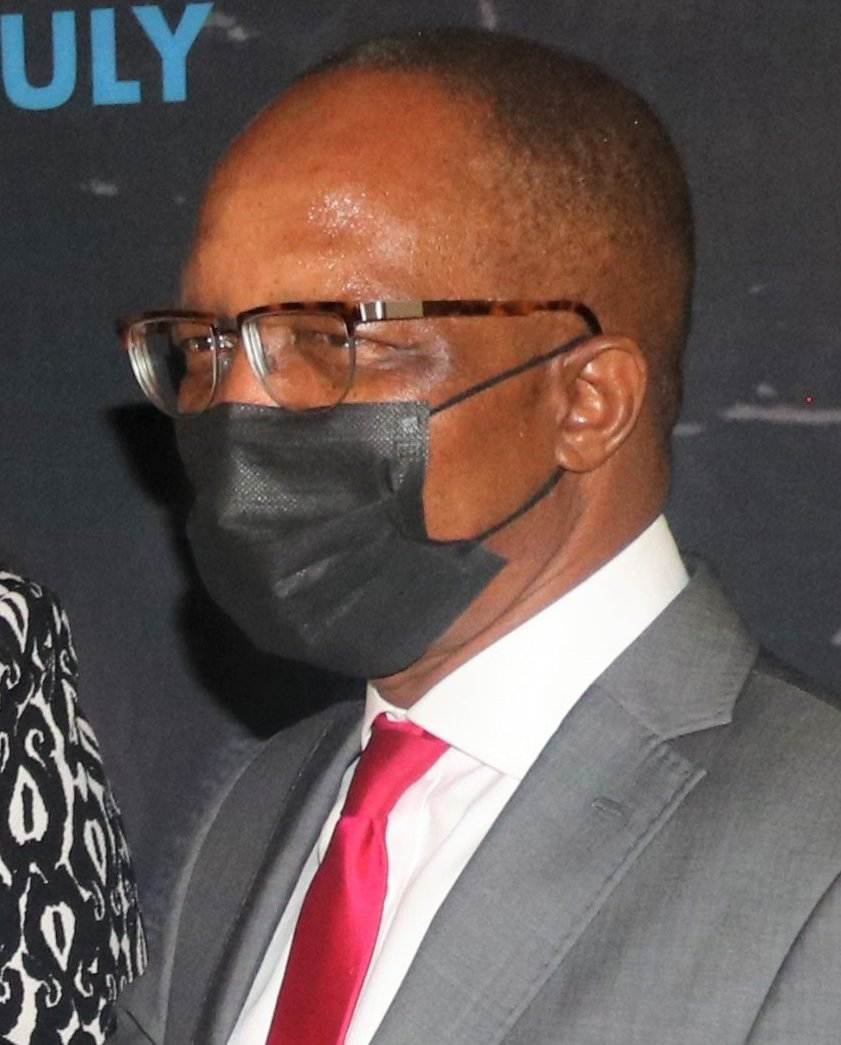
Cleopas Dlamini

Cleopas Sipho Dlamini ist ein eswatinischer Politiker, der seit von Juli 2021 bis September 2023 das Amt des Premierministers von Eswatini innehatte.
Er löste Themba N. Masuku ab, der das Amt nach dem Tod des bisherigen Amtsinhabers Ambrose Mandvulo Dlamini im Dezember 2020 kommissarisch innehatte. Vor seiner Ernennung zum Premierminister war Cleopas Geschäftsführer des öffentlichen Rentenfonds des Königreichs Eswatini. Außerdem war er Senator im Senat von Eswatini. Dlamini studierte an der University of Eswatini. Er wurde von König Mswati III. ernannt, nachdem es zu Protesten gegen dessen Herrschaft gekommen war.